# موتورولا 68HC05

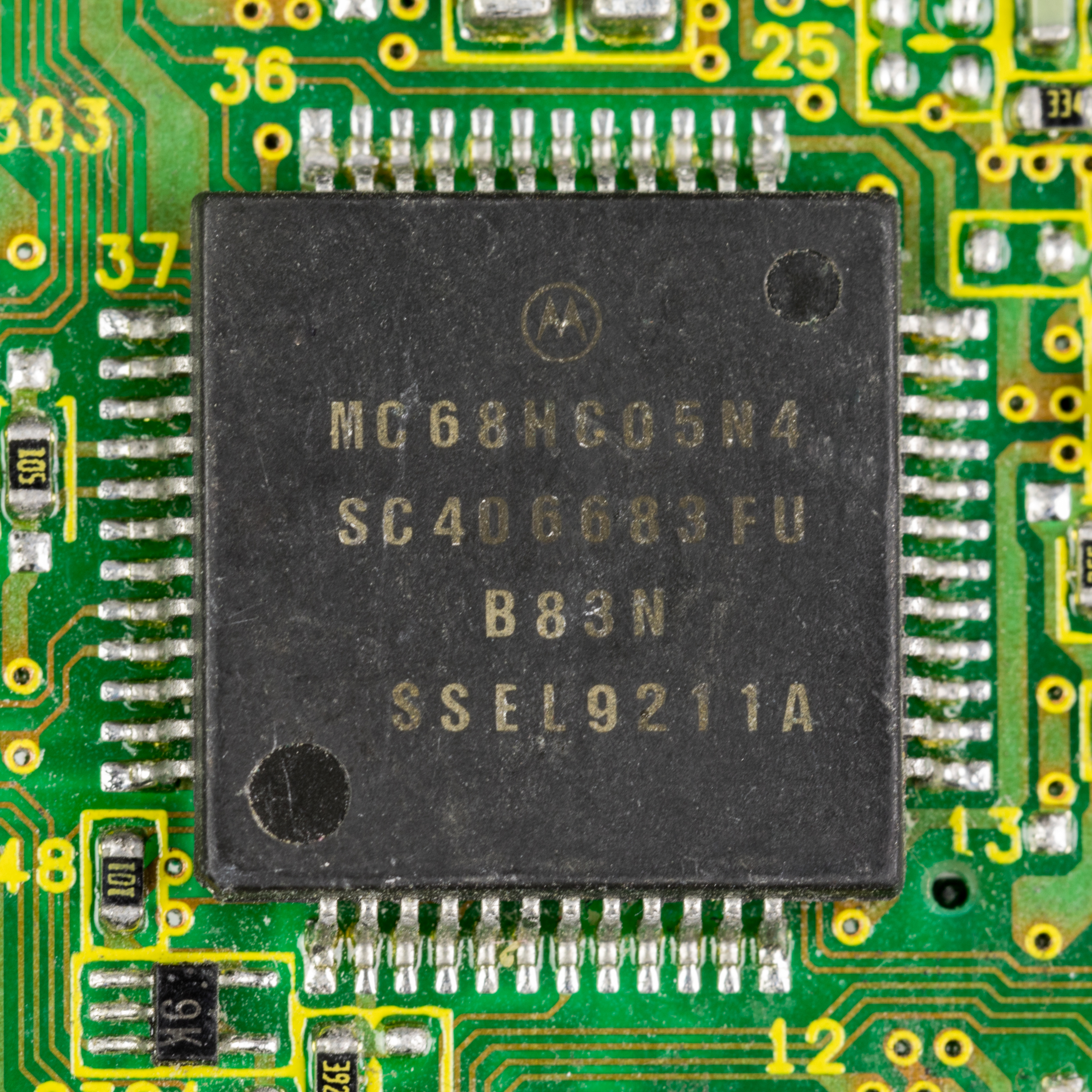
Motorola MC68HC05N4

68HC05 الاسم المختصر (HC05) هي عائلة واسعة من متحكم دقيق 8-بت من أشباه موصلات فريسكالي (سابقا أشباه موصلات موتورولا).
مثل جميع معالجات موتورولا التي تشترك في الشكل 6800، تستخدام بنية فون نيومان، وكذلك الذاكرة المعنونة الإدخال / الإخراج.

## وصلات خارجية
- عائلة معالجات HC05
- هندسة منافذ فريسكالي
- تصميم محور 68HC05 - HDL IP Core